# Psammomys obesus
Psammomys obesus is een zoogdier uit de familie van de Muridae. De wetenschappelijke naam van de soort werd voor het eerst geldig gepubliceerd door Cretzschmar in 1828.

## Voorkomen
De soort komt voor in Algerije, Egypte, Israël, Jordanië, Mauritanië, Marokko; Saoedi-Arabië, Soedan, Syrië en Tunesië.